# Une nuit (film, 2023)
Pour les articles homonymes, voir Une nuit.
Pour plus de détails, voir Fiche technique et Distribution.
Une nuit est un film français réalisé par Alex Lutz et sorti en 2023.
Le film est présenté en clôture de la section Un certain regard du festival de Cannes 2023,.

## Synopsis
Dans le métro parisien bondé, une femme entre dans une rame et bouscule un homme. Une altercation éclate, qui suscite plutôt l'amusement des autres passagers, mais après un regard et un sourire entre les deux ennemis, ils font l'amour dans une cabine de photomaton. Les deux inconnus déambulent alors dans la ville toute la nuit, font peu à peu connaissance en dissertant sur les relations de couple, se confient tour à tour l'un et l'autre, tout en évitant soigneusement de parler de leur situation personnelle.

## Fiche technique
- Titre original : Une nuit
- Réalisation : Alex Lutz, assisté de Hadrien Bichet
- Scénario : Alex Lutz, Karin Viard et Hadrien Bichet, sur une idée originale d'Alex Lutz
- Images : Eponine Momenceau
- Montage : Monica Coleman
- Son : Yves-Marie Omnes, Fred Demolder, Stéphane Thiebaut
- Musique : composée et dirigée par Vincent Blanchard
- Décors : Aurélien Maille
- Costumes : Amandine Cros
- Production : Didar Dohmeri
- Co-production : Jacques-Henri Bronckart, Gwennaelle Libert, Tatjana Kozar, Alex Lutz, Karin Viard
- Pays de production :  France
- Genre : drame
- Durée : 90 minutes
- Budget : 2,7 millions d'€
- Date de sortie :
  - France : 26 mai 2023 (Festival de Cannes 2023), 5 juillet 2023 (sortie nationale)

## Distribution

Acteurs principaux
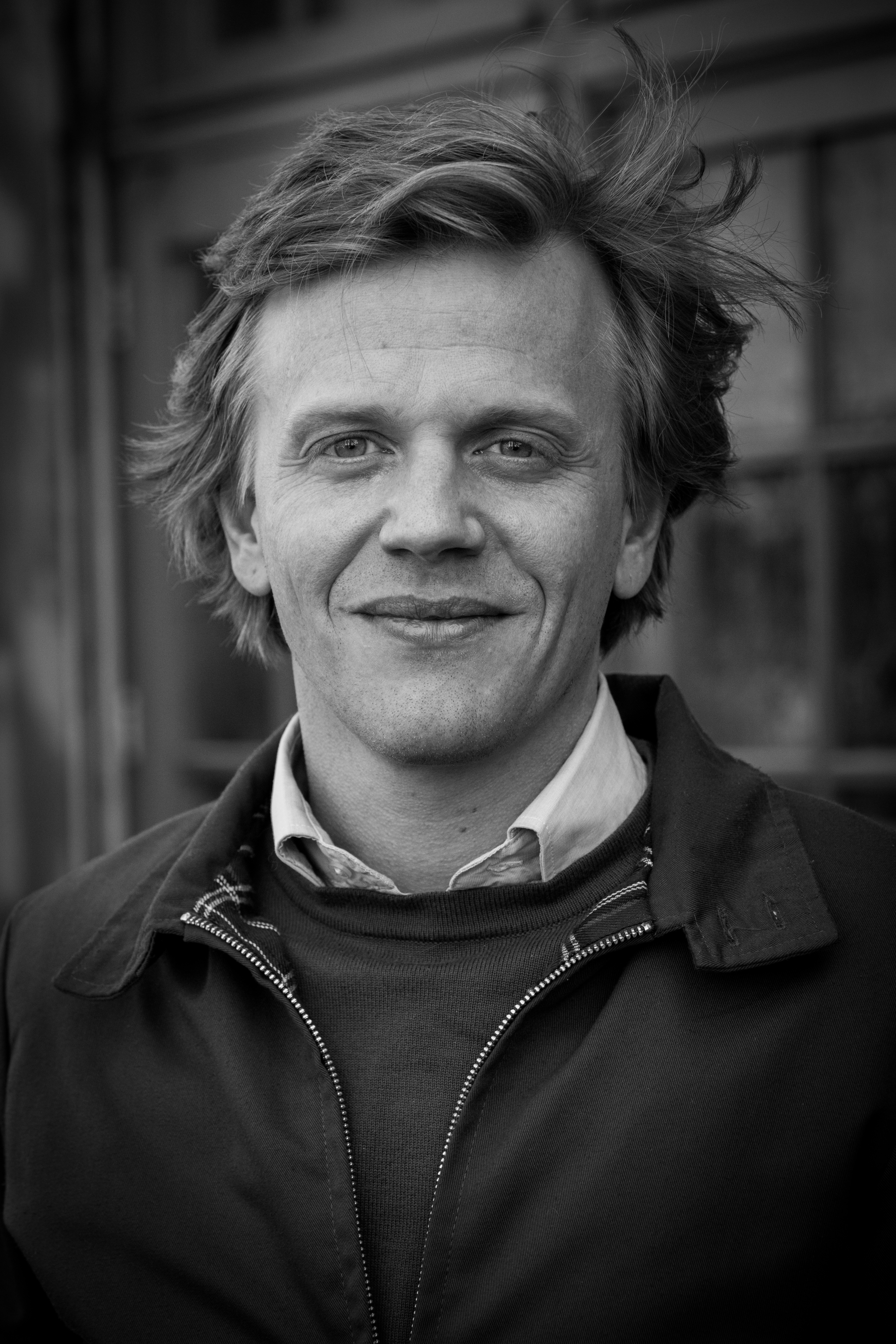
Alex Lutz.
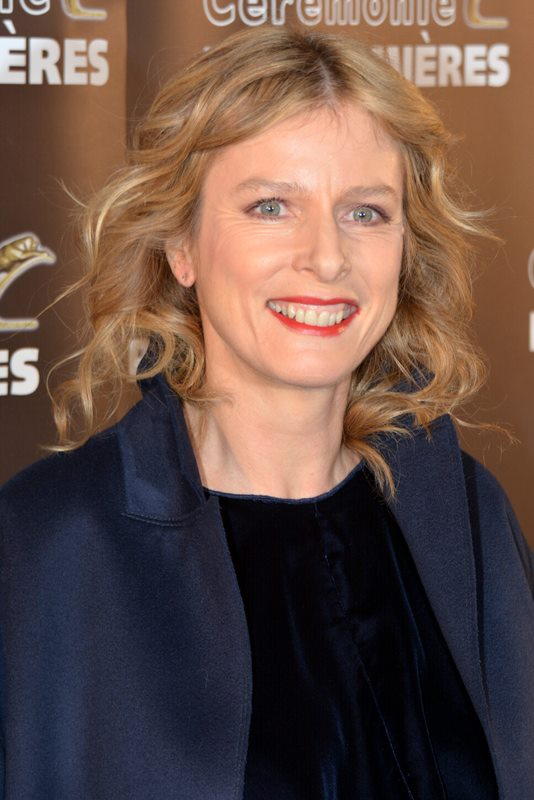
Karin Viard.

- Alex Lutz : Aymeric / Lucas
- Karin Viard : Nathalie / Jeanne
- Ludivine de Chastenet : Françoise, l'amie du théâtre
- Jérôme Pouly : Alain, l'homme du club échangiste
- Noémie de Lattre : Jolène, la femme du club échangiste
- Kenza Fortas : la patronne du club échangiste
- Nicole Calfan : la femme au cheval

## Distinction

### Sélection
- Festival de Cannes 2023 : Un certain regard